# Cuba Gooding Sr.
Cuba Gooding Sr. (ur. 27 kwietnia 1944 w Nowym Jorku, zm. 20 kwietnia 2017 w Los Angeles) – amerykański piosenkarz soulowy, aktor; ojciec Cuby Goodinga Jr.

## Życiorys
Urodził się 27 kwietnia 1944 w Nowym Jorku, jako syn Dudleya MacDonalda Goodinga i jego żony Addie Alston. Karierę zaczynał w grupie The Main Ingredient, początkowo występując w chórkach jednak po śmierci lidera i głównego wokalisty zespołu Donalda McPhersona w 1971, to właśnie Cuba Gooding Sr. przejął jego rolę w zespole. Wylansował wówczas z The Main Ingredient takie przeboje jak „Just Do Not Wanna Be Lonely”, „Happiness Is Just Around the Bend” oraz singiel „Everybody Plays the Fool”, który uplasował się na trzecim miejsca listy Billboard pop singles chart and No. 2. W 1977 podpisał kontrakt z wytwórnią fonograficzną Motown Records i rozpoczął karierę solową.
Jego dwaj synowie Cuba Gooding Jr. i Omar Gooding oraz córka April Gooding są aktorami, zaś syn Tommy jest muzykiem. Zmarł 20 kwietnia 2017 w Los Angeles.